# Rue Saint-Pantaléon
La rue Saint-Pantaléon (en occitan : carrièra Sant Pantaleon) est une voie de Toulouse, chef-lieu de la région Occitanie, dans le Midi de la France.

## Situation et accès

### Description
La rue Saint-Pantaléon est une voie publique. Elle se trouve dans le quartier du Capitole.
Elle naît au nord de la place Roger-Salengro, à l'angle de la rue Baour-Lormian, à laquelle elle est perpendiculaire. Longue de 68 mètres et d'une largeur de 6 mètres, orientée au nord, elle est rectiligne. Elle se termine au carrefour de la rue de la Pomme, qui la prolonge au nord jusqu'à la place du Capitole.
La chaussée compte une seule voie de circulation automobile en sens unique, de la rue de la Pomme vers la place Roger-Salengro. Elle appartient à une zone de rencontre et la vitesse y est limitée à 20 km/h. Il n'existe pas de bande, ni de piste cyclable, quoiqu'elle soit à double-sens cyclable.

### Voies rencontrées
La rue Saint-Pantaléon rencontre les voies suivantes, dans l'ordre des numéros croissants (« g » indique que la rue se situe à gauche, « d » à droite) :
1. Rue Baour-Lormian (g)
2. Place Roger-Salengro (d)
3. Rue de la Pomme

### Transports
La rue Saint-Pantaléon n'est pas directement desservie par les transports en commun de la ville. Elle se trouve cependant à proximité du square Charles-de-Gaulle où débouche la station Capitole de la ligne de métro .
La station de vélos en libre-service VélôToulouse la plus proche se trouve dans une rue voisine : la station no 3 (62 rue de la Pomme).

## Odonymie
Le nom de la rue Saint-Pantaléon renvoie au monastère des Onze-Mille-Vierges, fondé en 1350 par le testament de l'ancien archevêque de Toulouse, Jean-Raymond de Comminges, à l'angle de cette rue et de la rue Baour-Lormian (emplacement des actuels no 3 et 5). En effet, le monastère était tenu par des chanoinesses de Saint-Étienne, de l'ordre de Saint-Augustin, qui prirent ensuite le nom de religieuses de Saint-Pantaléon car leur chapelle était sous l'invocation de Pantaléon de Nicomédie (emplacement de l'actuel no 61 rue de la Pomme),.
Les mentions les plus anciennes, à la fin du XIVe siècle, donnent à la rue le nom de Carbonel, qui est peut-être celui d'un personnage qui y avait un immeuble. Au siècle suivant, on trouve celui de rue Pantonières, sans qu'on puisse en expliquer l'origine. Ce nom devint, par transformation, d'Attinières ou de Tinières au milieu du XVIe siècle. C'est à la fin du XVIe siècle que le nom de Saint-Pantaléon commença à être utilisé en même temps que les autres. En 1794, pendant la Révolution française, quand on donna des noms révolutionnaires aux rues de Toulouse, elle devint la rue la Concorde – c'était aussi le nom de la rue des Puits-Clos et de la place du Puits-Vert (actuelle place Roger-Salengro) –, mais elle ne le conserva pas et devint définitivement la rue Saint-Pantaléon,.

## Histoire

### Moyen Âge et période moderne
Au Moyen Âge, la rue Saint-Pantaléon appartient au capitoulat de Saint-Étienne. Elle se trouve sur un des principaux axes de la ville, entre la Porterie (actuelle place du Capitole) au nord et la Porte narbonnaise au sud. La proximité du quartier des marchands explique la présence de nombreux artisans et marchands du côté est de la rue.
Du côté ouest se trouve le couvent des Onze-Mille-Vierges (emplacement des actuels no 3 et 5), fondé en 1350 par les libéralités testamentaires de Jean-Raymond de Comminges, qui avait été archevêque de Toulouse, en faveur des chanoinesses de la cathédrale Saint-Étienne, qui suivent la règle de saint Augustin. Les exécuteurs testamentaires, Centulle, prévôt du chapitre des chanoines de la cathédrale, et Roger, évêque de Lombez, sont chargés de pourvoir aux besoins des religieuses. Jean-Raymond de Comminges avait exprimé le désir que le nouveau couvent soit construit le plus près possible de la cathédrale, mais on ne trouve d'autre terrain assez vaste que celui qui s'étend entre la rue des Imaginaires (actuelle rue de la Pomme) et la rue des Pélégantières-Étroites (actuelle rue Baour-Lormian). La première pierre du couvent est posée en 1350, mais les religieuses ne sont installées dans le couvent que le 16 octobre 1356. Il accueille alors deux cents religieuses, vouées à la prière de jour et de nuit, et à l'éducation des jeunes filles. Rapidement, les chanoinesses prennent le nom de Saint-Pantaléon, car leur chapelle (emplacement de l'actuel no 61 rue de la Pomme) lui est dédiée, depuis que des reliques de ce saint (en particulier une coupe qui aurait été ciselée par lui et dans laquelle aurait bu l'empereur romain Constantin) lui avaient été léguées par Jean-Raymond de Comminges. En 1359, le collège Saint-Martial, fondé par le pape Innocent VI, est installé contre les bâtiments du couvent.
Au XVIIIe siècle, le couvent de Saint-Pantaléon souffre du déclin de la vie religieuse. En 1732, le roi Louis XV interdit à la communauté, par lettre de cachet, de recevoir des novices. En 1754, la communauté ne compte plus que neuf religieuses de chœur et deux sœurs converses. En 1755, l'interdiction de 1732 est suspendue, tandis que l'année suivante, les chanoinesses du monastère de Saint-Pantaléon de Verdun-sur-Garonne, qui vient d'être supprimé, sont réunies aux chanoinesses du monastère des Onze-Mille-Vierges.

### Époque contemporaine
Pendant la Révolution française, en 1791, les communautés religieuses sont supprimées : les chanoinesses n'étaient d'ailleurs plus que 49. L'église Saint-Pantaléon est d'abord transformée en salle de bal, puis vendue peu après ainsi que le couvent, comme bien national, pour 80 000 livres aux frères Laromiguières,.
Au début du XIXe siècle, la municipalité toulousaine mène un vaste projet d'élargissement des voies, afin de faciliter le transport et les déplacements. En 1847, trois immeubles du côté est de la rue Saint-Pantaléon sont expropriés pour cause d'utilité publique, par l'ordonnance royale du 13 septembre 1846. Les travaux de démolition sont commencés en 1847 et la place Saint-Pantaléon est achevée en 1849. Deux nouveaux immeubles sont élevés afin de fermer la place au nord (actuels no 8 et 10).

## Patrimoine et lieux d'intérêt

### Centre des cultures de l'habiter
Le Centre des cultures de l'habiter (CCHa) a pris la suite du Centre méridional de l'architecture et de la ville, ouvert en 2000. Il est animé par Faire-Ville, une société coopérative d'intérêt collectif qui rassemble des collectivités publiques (communes de Portet-sur-Garonne et de Fourquevaux), des opérateurs sociaux (Cité-Jardins, Le Col et le Groupe des Chalets), des associations de quartier et d'habitants, ainsi que des professionnels, principalement architectes, urbanistes et promoteurs immobiliers. Elle a l'ambition de promouvoir le développement durable dans l'architecture et l'urbanisme. Elle anime des expositions, des conférences, des séminaires et des débats publics à destination des élus, des professionnels et de la population.
Le Centre des cultures de l'habiter de la rue Saint-Pantaléon (actuel no 5) réunit un espace d'exposition (350 m2), un lieu d'information, un espace de conférence et de débat (lectures, conversations, exposés séminaires).

### Immeubles
- no  3-5 : emplacement du couvent des Onze-Mille-Vierges (milieu du XIVe siècle)[13].
- no  10 : immeuble (milieu du XVIIe siècle)[14].